# Список кардиналов, возведённых папой римским Климентом V

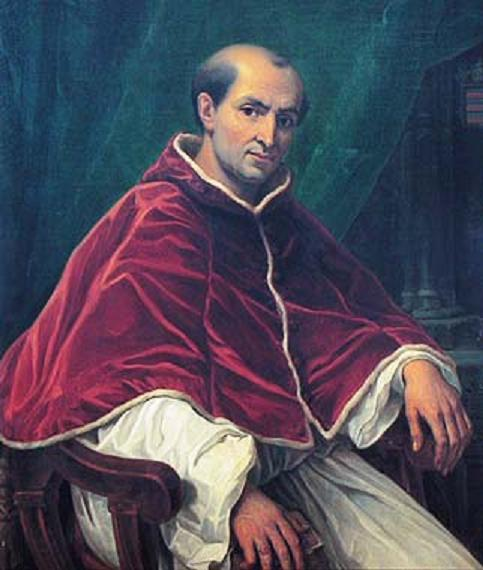
Папа Климент V

Кардиналы, возведённые Папой римским Климентом V — 24 прелата и клирика были возведены в сан кардинала на трёх Консисториях за почти девятилетний понтификат Климента V.
Самой крупной консисторией была Консистория от 15 декабря 1305 года, на которой было возведено десять кардиналов.

## Консистория от 15 декабря 1305 года
- Пьер де Ла Шапель-Тайфер, епископ Тулузы (Франция);
- Беренже де Фредоль старший, епископ Безье (Франция);
- Арно де Кантелю, избранный архиепископ Бордо (Франция);
- Пьер Арно де Пуянн, O.S.B., аббат монастыря Святого Креста в Бордо (Франция);
- Томас Джорц, O.P., исповедник короля Англии Эдуарда I (Англия);
- Николя Канье де Фреовилль, O.P. (Франция);
- Этьенн де Сьюзи, архидиакон Брюгге, епархия Турне (Франция);
- Арно де Пеллегрю, архидиакон соборного капитула Шартра (Франция);
- Раймон де Гот (Франция);
- Гийом Арруфат де Форж (Франция).

## Консистория от 19 декабря 1310 года
- Арно де Фальгьер, епископ Арля (Франция);
- Бертран II де Борд, епископ Альби (Франция);
- Арно Нувель, O.Cist., аббат Фонфруад, Нарбон, вице-канцлер Святой Римской Церкви (Авиньонское папство);
- Раймон Гийом де Форж, казначей соборного капитула Бове (Франция);
- Бернар де Гарв, архидиакон соборного капитула Кутанса (Франция).

## Консистория от 23 декабря 1312 года
- Гийом де Мандагу, C.R.S.A., архиепископ Экс-ан-Прованса (Франция);
- Арно д’О, епископ Пуатье (Франция);
- Жак д’Юэз, епископ Авиньона (Франция);
- Беренже де Фредоль младший, епископ Безье (Франция);
- Мишель дю Бек-Креспен, декан церкви Сен-Кантен в Нормандии и архидиакон соборного капитула Парижа (Франция);
- Гийом Тесте, архидиакон соборного капитула Комменжа (Франция);
- Гийом Пьер Годен, O.P., магистр Священного дворца (Авиньонское папство);
- Виталь дю Фур[англ.], O.F.M., провинциал своего ордена в Аквитании (Франция)[1];
- Раймон, O.S.B., аббат аббатства Сен-Север, епархия Эра (Франция).